# Begin Here
Begin Here é o primeiro álbum de estúdio da banda britânica de rock/pop The Zombies. Foi lançado em 1965 pela gravadora Decca.
| Críticas profissionais | Críticas profissionais |
| Avaliações da crítica  | Avaliações da crítica  |
| Fonte                  | Avaliação              |
| ---------------------- | ---------------------- |
| allmusic               | [ 1 ]                  |

## Faixas
| Lado 1 |                                                         |                                               |         |  |
| N.º    | Título                                                  | Compositor(es)                                | Duração |  |
| 1.     | "Road Runner"                                           | Bo Diddley                                    | 2:06    |  |
| 2.     | "Summertime"                                            | George Gershwin, Ira Gershwin, DuBose Heyward | 2:17    |  |
| 3.     | "I Can't Make Up My Mind"                               | Chris White                                   | 2:37    |  |
| 4.     | "The Way I Feel Inside"                                 | Rod Argent                                    | 1:28    |  |
| 5.     | "Work 'n' Play"                                         | Ken Jones                                     | 2:07    |  |
| 6.     | "You've Really Got a Hold on Me/Bring It On Home to Me" | Smokey Robinson, Sam Cooke                    | 3:39    |  |
| 7.     | "She's Not There"                                       | Rod Argent                                    | 2:20    |  |

| Lado 2 |                               |                                      |         |  |
| N.º    | Título                        | Compositor(es)                       | Duração |  |
| 8.     | "Sticks and Stones"           | Henry Glover, Titus Turner           | 2:56    |  |
| 9.     | "Can't Nobody Love You"       | Phillip Mitchell                     | 2:15    |  |
| 10.    | "Woman"                       | Rod Argent                           | 2:25    |  |
| 11.    | "I Don't Want to Know"        | Chris White                          | 2:07    |  |
| 12.    | "I Remember When I Loved Her" | Rod Argent                           | 2:00    |  |
| 13.    | "What More Can I Do"          | Chris White                          | 1:38    |  |
| 14.    | "I Got My Mojo Working"       | Preston Foster, McKinley Morganfield | 3:35    |  |